# Jesreelebene

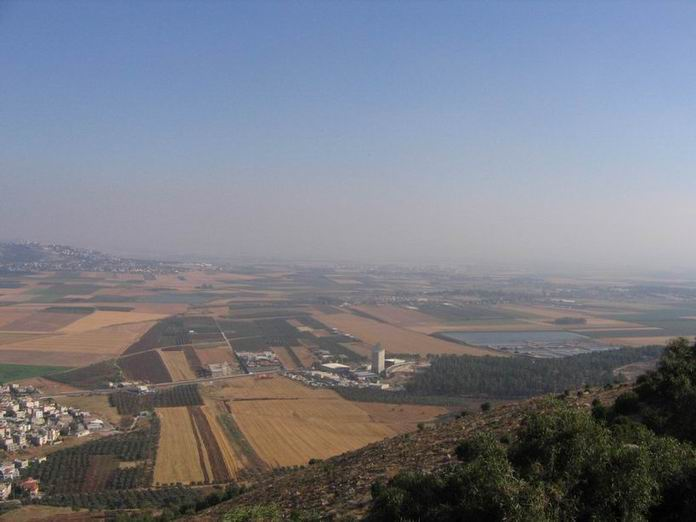
Blick von Nof HaGalil auf die Jesreelebene

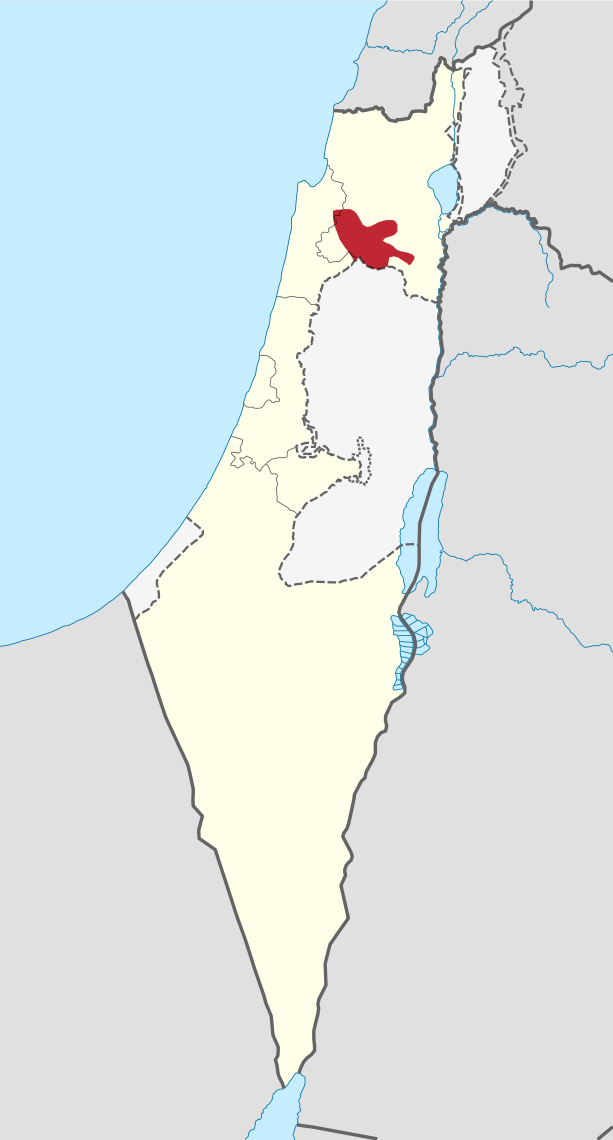
Bereich der Jesreelebene auf einer Karte Israels

Gebiet des Regionalverbands Emeq Jizre'el

Die Jesreelebene (hebräisch עֵמֶק יִזְרְעֶאל ʿEmeq Jisreʿel, deutsch ‚Tal der Saat Gottes‘; arabisch مرج ابن عامر Marj Ibn ʿAmir) ist eine Ebene in Nordisrael zwischen den Bergen Galiläas und Samariens. Oft wird die Ebene vereinfachend ha-ʿEmeq („das Tal“) genannt; im Buch Judit, das von Juden und christlichen Protestanten als apokryph angesehen wird und nur auf Griechisch erhalten ist, kommt auch die Bezeichnung Esdraelontal vor, vom griechischen Esdraelon (Ἐσδρηλών; Judith 3,9; 4,6).
ʿEmeq Jizreʿel ist auch die Bezeichnung des gleichnamigen Regionalrats. Das 90 km² große Ratsgebiet mit 35.900 Einwohnern besteht seit 1980 und verwaltet 15 Kibbuzim, 15 Moschavim, sechs Gemeinschaftssiedlungen und zwei Beduinendörfer.[3]
ʿ

## Geologie
Das Tal war einst eine natürlich entstandene Eintiefung, über die das Mittelmeer am nordwestlichen Ende zeitweise Verbindung mit dem Jordangraben hatte, in dem heute der See Genezareth, das Jordantal und das Tote Meer liegen. Vor rund zwei Millionen Jahren ging diese Verbindung verloren und die periodischen Überschwemmungen aus dem Mittelmeer hörten auf. Dies führte dazu, dass das Tote Meer keine Verbindung mehr zum offenen Meer hatte und im Laufe der Zeit durch die Verdunstung bei Zufluss von mineralienhaltigem Oberflächenwasser und fehlendem Abfluss stark salzhaltig wurde. Der vom Jordan durchflossene See Genezareth hingegen besteht aus Süßwasser.

## Geographische Angaben
Mit Jesreʿelebene ist gelegentlich die ganze Kette von Tälern gemeint, die sich von der Bucht von Haifa in südöstlicher Richtung bis zum Jordan bei Bet Sche’an erstrecken. Die Täler ermöglichen den einzigen Zugang vom Mittelmeer zum Jordan, bei dem kein Gebirge überquert werden muss.
Bei einer korrekten Begriffsverwendung bezieht sich die Bezeichnung „Jesreelebene“ jedoch nur auf den zentralen Abschnitt dieser Kette. Dieses kleinere Gebiet entspricht dem Dreieck zwischen den Städten Joqneʿam, Nazaret und Dschenin.
Entsprechend bildet im Westen das Karmelgebirge eine natürliche Grenze der Ebene; nur nördlich von Joqneʿam besteht im Zevuluntal eine natürliche Verbindung zum Meer bei Haifa. Im Norden wird die Senke von den abrupt abfallenden Bergen Galiläas begrenzt. Im Osten schließen sich entlang der Berge von Gilboa das Charodtal und die Beit-Scheʾan-Senke an die Ebene an und bilden so eine Verbindung zum tiefer gelegenen Jordangraben. Die Berge von Samaria begrenzen das Becken im Süden. In den südöstlichen Ausläufern des Karmel besteht mit der Straße nach Chadera über einen Pass eine Verbindung zur Scharonebene.
Die Jesreʿelebene ist mit 365 Quadratkilometern das größte ebene Becken Israels. Entwässert wird das Tal durch den Fluss Kischon, der bei Haifa ins Meer mündet. Die sich im Osten anschließenden Täler liegen bereits unter dem Meeresspiegel und entwässern zum Jordan.
Der Hauptort der Jesreʿelebene ist die Stadt Afula. Es bestehen viele Kibbuzim und Moschavim; auch Nahalal, der älteste Moschav, liegt in der Jesreʿelebene. Seit 2016 hat das Gebiet mit der neu angelegten Neuen Jesreʿeltalbahn Haifa–Beit Scheʾan wieder Anschluss an das Eisenbahnnetz; eine Verlängerung der Strecke nach Jordanien wird erwogen. Die alte Jesreʿeltalbahn hatte von 1904 bis 1951 Bahnhöfe in der Jesreʿelebene bedient.

## Geschichte

### Altertum
Wegen ihrer zentralen Lage und ihrer Straßen war die Jesreelebene schon immer ein strategisch wichtiges und umkämpftes Gebiet. Auch die Bibel berichtet über Kämpfe in der Jesreelebene, z. B. in Richter 5,19 und 7.
Seit der Zeit der Römer war das Becken weitgehend versumpft und es bestanden nur noch wenige Verkehrsrouten. Die Festung von Megiddo lag an der wichtigsten Kreuzung und hatte daher über Jahrhunderte hinweg eine große militärische Bedeutung (z. B. in der Schlacht bei Megiddo 1457 v. Chr.), weswegen der apokalyptische Endzeitkampf zwischen Gut und Böse häufig mit diesem Ort (vgl. Harmagedon) in Verbindung gebracht wird.

### Reisebeschreibungen des 19. Jahrhunderts
Die Jesreʿelebene war Ende des 19. Jahrhunderts von arabischen Bauern besiedelt und landwirtschaftlich genutzt. Die Siedlungen lagen in den meisten Fällen an den umgebenden sicheren Berghängen, was den periodischen Einfällen von Nomaden zuzuschreiben war.
Auf die Fruchtbarkeit der Ebene wird schon in den Reiseaufzeichnungen des 19. Jahrhunderts hingewiesen:
- „Den Weg nach Ramleh verfolgend, kamen wir quer über Merdsch ibn ʿAmr, eine ausgedehnte und höchst kultivierte Ebene …“ (der US-amerikanische Marineoffizier W. F. Lynch)
- „… und ohne Frage ist hier das größte Gebiet zusammenhängendes Ackerlandes, das sich im Inneren des westlichen Palästinas überhaupt befindet“ (Georg Ebers und Hermann Guthe)
- „Die Leser werden erstaunt sein zu erfahren, dass sich fast jeder Morgen der Ebene von Esdraelon zu diesem Zeitpunkt im höchsten Stadium der Kultivierung befindet …“ (der britische Reisende Laurence Oliphant)

### Jüdische Besiedlung der Jesreʿelebene
Die Besiedelung der Jesreelebene war für die jüdischen Organisationen schon seit dem Ende des 19. Jahrhunderts ein vorrangiges Projekt. Das lag einerseits an der Fruchtbarkeit der dortigen Böden, andererseits aber auch an einem Vorteil, den der Rest Palästinas mit seinen mehrheitlich kleinen Bodenparzellen im Eigentum vieler Personen nicht zu bieten hatte. Die Tatsache, dass es hier möglich war, ein großes Stück Land von einem einzigen Eigentümer zu kaufen, begünstigte die Siedlungspläne. Sandra M. Sufian nennt noch weitere Gründe: Die Größe der für den Ankauf zur Verfügung stehenden Flächen bot genug Landreserven für künftig zu erwartende Einwanderer:S. 152, und der Jüdische Nationalfonds (JNF) war zudem der Ansicht, „dass der Kauf des Jezreel-Tals den geringsten lokalen arabischen Widerstand hervorrufen und seinen Interessen am wenigsten schaden würde“.:S. 153 Der JNF ging von lediglich 5.000 sesshaften Arabern in diesem Gebiet aus, während sich der jüdische Bevölkerungsanteil in Folge des Landkaufs bald verzehnfachen sollte.
Der in Landkäufen schon erfahrene Jehoschua Hankin konnte bereits 1891 mit „Großbesitzern im Emeq Jesreʿel“ große Ländereien erwerben, damals allerdings Flächen, die vor allem für den Bau des Hafens von Haifa benötigt wurden. Obwohl seit 1901 für die jüdischen Organisationen eine weitere staatliche osmanische Landkaufkonzession vorlag, kam es nach Arthur Ruppin in den Folgejahren zu keinen größeren Landkäufen mehr. Vielmehr scheiterte 1901 ein Versuch, vom Besitzer der ganzen Ebene, dem griechisch-orthodoxen libanesischen Bankier Elias Shurshuk (auch: Sursuq oder Sursock) aus Beirut, Flächen im Umfang von 30.000 Dunam aufzukaufen. Die JCA gründete zwar auf diesem Land sechs neue Siedlungen, verlor aber nach arabischen Protesten die Landkaufkonzession wieder. Eigentliche Voraussetzung der Konzessionsgewährung war gewesen, dass nur osmanische Juden siedeln würden.
1910 war es wiederum Hankin, der für die Jewish Colonisation Association (JCA) 9.500 Dunam Land erwarb, diesmal im Emeq. Der Kauf kam jedoch erst nach der Überwindung größerer Schwierigkeiten vonstatten, und aus finanziellen Gründen erwarb der JNF einen Anteil von 3.500 Dunam, während der Rest in den Besitz der Palestine Land Development Company über ging. „Dies bedeutete, dass wir zum ersten Mal im Emek Fuß fassen konnten, und schon bald begannen die Oppenheimersche Genossenschaftssiedlung und einige private Kolonisten dort mit ihrer landwirtschaftlichen Arbeit.“ 1911 waren schließlich 9.000 Hektar verkauft. Die Bewohner des Dorfes al-Fulah, die das Land zuvor bewirtschaftet hatten, verloren dadurch ihr Einkommen.
In den Folgejahren kam es immer wieder zu Versuchen, weitere Ländereien zu erwerben, doch schließlich unterband der Ausbruch des Ersten Weltkriegs alle weiteren Bemühungen. Ein neuer Durchbruch gelang erst 1920, als es wiederum Jehoschua Hankin war, der große Ländereien rund um das arabische Dorf Nuris von der Familie Shurshuk erwerben konnte. Die Familie, die das Land 1872 erworben hatte, war durch die Zuteilung der Mandatsgebiete in die ungünstige Lage gelangt, auf der falschen Seite der Grenze zu leben und deshalb zum Verkauf bereit.
Mit dem Nuris-Projekt begann die eigentliche jüdisch-zionistische Besiedelung der Jesreelebene. In rascher Folge entstanden bis April 1922 sieben Siedlungen:
- Moschav Nahalal am 11. September
- Kibbuz  ʿEin Charod elf Tage später
- Kibbuz Tel Josef
- Moschav ʿEin Tivʿon, der später Kfar Jechesqʾel hieß, am 18. Dezember, und ebenso
- Kibbuz Geva
- Mischmar haʿEmeq (1921)[10]
- Kibbuz Beit Alfa (1922)[11]

In der Ebene konnten im Ersten Weltkrieg an der Palästinafront 1918 die Briten die Eroberung Palästinas für sich entscheiden. Am Ende des Jahrzehnts gab es in der Jesreelebene 23 jüdische Siedlungen, was sich auch in der Entwicklung der Siedlerzahlen niederschlug. 1922 hatte die Jesreelebene 2521 jüdische Bewohner, 1931 waren es bereits 5566. Seit den frühen 1920er Jahren wurden vor allem durch die zionistischen Siedler die Sümpfe trockengelegt und die Berge und Hänge bewaldet, was dazu führte, dass das Gebiet wegen seiner Fruchtbarkeit zu den am intensivsten landwirtschaftlich genutzten Gegenden Israels wurde. Dass es dabei aber um mehr ging, als nur um die Trockenlegung der Sümpfe und die Urbarmachung des Bodens, zeigte Sandra M. Sufian in ihrem Buch Healing the Land and the Nation: Malaria and the Zionist Project in Palestine, 1920–1947. Sie verdeutlichte, wie die Bemühungen zur Bekämpfung der Malaria eng mit dem Projekt der zionistischen Nationenbildung verbunden waren, und das nicht nur auf einer praktischen, sondern auch auf einer metaphorischen Ebene. Die Auslöschung der Malaria in der Jesreelebene sollte auch das antisemitische Stereotyp des parasitären Diaspora-Juden auslöschen, indem diesem Bild nach dem Sieg über die Malaria das des starken, gesunden Juden in Palästina entgegengesetzt werden konnte.
Im Palästinakrieg 1948 sicherte sich die israelische Armee nach einem Sieg über die Arabische Befreiungsarmee und syrische Truppen den Zugang zu den nördlichen Landesteilen. In der östlichen Jesreʿelebene hatten von zwölf arabischen Dörfern sieben mit ihren jüdischen Nachbarn einen Nichtangriffspakt, ihre Bevölkerung wurde nicht vertrieben. Die Bewohner der Dörfer Qumya (440 Einwohner) und Indur (620 Einwohner) mussten jedoch ihre Wohnorte verlassen. Auch die Dörfer am über der Ebene thronenden Berg Gilboa, Nuris, Mazar und das 1500 Einwohner zählende Zirʿin, wurden entvölkert. Die fünf entvölkerten Dörfer hatten eine landwirtschaftliche Nutzfläche 41.000 Dunam, davon entfielen 22.000 Dunam auf Zirʿin. Meron Benvenisti gibt die Zahl der Vertriebenen aus der Region mit rund 3500 an.

## Künstlerische Verarbeitung
Das Jesreʿeltal hat viele israelische Künstler inspiriert. So schrieb Nathan Alterman 1934 das Gedicht Lied des Tales, in dem er eine Nacht im Tal beschreibt sowie die landwirtschaftliche Pionierarbeit verherrlicht. Auch Avraham Shlonsky thematisiert in Gedichten, z. B. Rakevet, das Jesreʿeltal.